# Nagy Endre (vadász)
Nagy Endre (Ószőny, 1913. november 12. - Tapolca, 1994. július 12.) jogi doktor, csendőrtiszt, vadász, zoológus, múzeumigazgató és -alapító.

## Életrajz
1913. november 12-i dátummal anyakönyvezték születését Ószőnyben, Schvend András Endre néven. Édesapja Schvend Lipót Sándor uradalmi gazdatiszt, édesanyja Nagy Erzsébet; 1912-ben megkötött házasságukat 1926-ban felbontották, édesanyja másodszor nem ment férjhez, Endrét (ezt a keresztnevet használta) nagyrészt anyai nagyapja, Nagy János (1868. június 24. Ederics – 1938. május 4. Keszthely) nevelte.
A gimnáziumot Keszthelyen végezte el, majd Pécsen szerzett jogi doktorátust. A csendőrség állományába lépett, nagyapja iránti tiszteletből annak halálakor felvette a Nagy nevet. 1944-ben titokban feleségül vette báró Hatvany (Deutsch) Alexandrát, de ez kitudódott, lefokozták, bebörtönözték. A börtönben ismerkedett meg többek között Rajk Lászlóval, így a háború befejeződése után vadászati felügyelőként magas pozícióba került, a kormányzati, pártközponti vadászatok egyik szervezője volt az Államvédelmi Hatóság tiltakozása ellenére. Ellenlábasai végül is felülkerekedtek, rövid időre újra börtönbe került, majd 1952-ben feleségével és kislányával Ausztriába disszidált, és Nyugat-Németországban telepedett le. Ott elvégzett egy vadászati iskolát és állatkertigazgatóként is dolgozott. Az 1954-es düsseldorfi vadászati világkiállítás szervezői között volt, majd 3 gyűjtőutat szervezett Afrikába. 1958-ban kitelepült Tanganyikába (melynek neve 1964-ben Tanzániára változott), ahol vadászvezetőként, később az ottani nemzeti park létrehozójaként tevékenykedett. Mindvégig tartotta a kapcsolatot szülőhazájával, az 1971-es vadászati világkiállítás Magyarországra hozatalának kimunkálója volt. Felesége halála után 1978-ban másodszor is megházasodott Magyarországon, és hazatelepült. Az ő közbenjárására került a híres Windischgrätz trófeagyűjtemény Keszthelyre a vadászati múzeumba. 1984-ben létrehozta Balatonedericsen az Afrika Múzeumot, mely ma is látogatható. 1994-ben hunyt el Tapolcán. Hamvait Balatonedericsen és Tanzániában helyezték örök nyugalomra.